# Greta depauperata
Greta depauperata är en fjärilsart som beskrevs av Jean Baptiste Boisduval 1870. Greta depauperata ingår i släktet Greta och familjen praktfjärilar. Inga underarter finns listade i Catalogue of Life.

## Bildgalleri

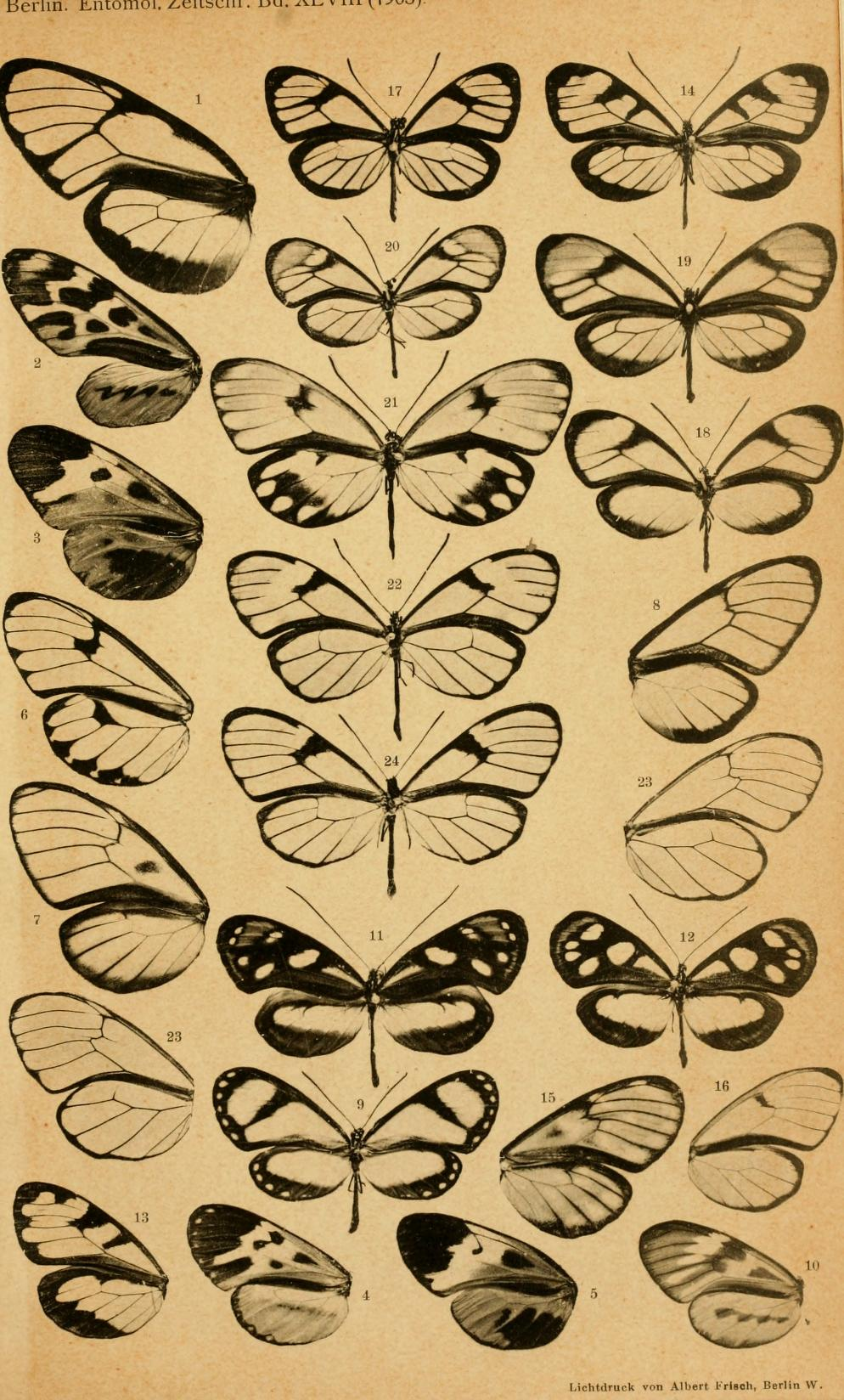